# Shell Canada
Shell Canada est la filiale canadienne de Shell. La recherche et la production de pétrole, gaz naturel et de soufre représente la majeure partie de ses activités avec la distribution d'essence et des produits dérivés, par les quelque 1 800 stations services de la compagnie au Canada. Le siège de la compagnie est situé à Calgary. Elle possède également une mine de sable bitumineux et 3 raffineries.

## Acquisition par Royal Dutch Shell
Shell Canada fait partie du groupe Royal Dutch Shell, mais ses actions étaient à l'origine traitées indépendamment au Toronto Stock Exchange. La compagnie était à 78 % en mains de la Royal Dutch Shell qui en 2006 lança une offre publique d'achat de 8,7 milliards de $ canadiens sur les 22 % de Shell Canada qui n'étaient alors pas en sa possession. En mars 2007, les actionnaires de Shell Canada Ltd. acceptèrent l'offre de 45,00 $ canadiens faite par Royal Dutch Shell Plc. Cette acquisition était principalement motivée par le désir de la compagnie de prendre une plus large part dans la recherche de ressources énergétiques non conventionnelles comme les sable bitumineux.

## Autres acquisitions
22 août 2008 Shell Canada a annoncé l'acquisition de Duvernay Oil Corp.

## Raffineries
1. Raffinerie de Montréal-Est cette raffinerie est démolie et est transformée en lieu de dépôt et distribution Shell .
2. Raffinerie de Scotford : 100 000 barils par jour [3]
3. Raffinerie de Sarnia : 75 000 barils par jour [4]